# آپروباربیتال
آپروباربیتال (انگلیسی: Aprobarbital) یک مشتق باربیتورات است که دارای خواص آرام بخش، خواب‌آور و ضد تشنج است و عمدتاً برای درمان بی خوابی استفاده می‌شد. آپروباربیتال هرگز به اندازه مشتقات باربیتورات رایج تر مانند فنوباربیتال به‌طور گسترده مورد استفاده قرار نگرفت و اکنون به ندرت تجویز می‌شود زیرا با داروهای جدیدتر با حاشیه ایمنی بهتر جایگزین شده‌است.